# Irish League 1934-1935
L'Irish League 1934-1935 è stata la 41ª edizione della prima divisione del campionato nordirlandese di calcio.
Il campionato era formato da quattordici squadre e il Linfield vinse il titolo. Non vi furono retrocessioni.

## Classifica finale
| Pos. | Squadra          | G  | V  | N | P  | GF | GS | Punti |
| ---- | ---------------- | -- | -- | - | -- | -- | -- | ----- |
| 1    | Linfield         | 26 | 21 | 4 | 1  | 76 | 19 | 46    |
| 2    | Derry City       | 26 | 18 | 4 | 4  | 64 | 32 | 40    |
| 3    | Belfast Celtic   | 26 | 17 | 3 | 6  | 96 | 36 | 37    |
| 4    | Glentoran        | 26 | 16 | 4 | 6  | 70 | 42 | 36    |
| 5    | Portadown        | 26 | 14 | 5 | 7  | 56 | 38 | 33    |
| 6    | Distillery       | 26 | 11 | 5 | 10 | 47 | 44 | 27    |
| 7    | Larne            | 26 | 11 | 5 | 10 | 48 | 52 | 27    |
| 8    | Glenavon         | 26 | 7  | 7 | 12 | 43 | 55 | 21    |
| 9    | Newry Town       | 26 | 9  | 1 | 16 | 63 | 73 | 19    |
| 10   | Ballymena United | 26 | 7  | 5 | 14 | 48 | 65 | 19    |
| 11   | Cliftonville     | 26 | 8  | 3 | 15 | 45 | 69 | 19    |
| 12   | Coleraine        | 26 | 7  | 2 | 17 | 43 | 66 | 16    |
| 13   | Ards             | 26 | 5  | 3 | 18 | 45 | 91 | 13    |
| 14   | Bangor           | 26 | 2  | 7 | 17 | 36 | 98 | 11    |

G = Partite giocate; V = Vittorie; N = Nulle/Pareggi; P = Perse; GF = Goal fatti; GS = Goal subiti; 